# Villafrancai csata (1744)
A villafrancai csatára 1744. április 20-án került sor az osztrák örökösödési háború idején a jelenleg Franciaországhoz területén lévő Villefranche-sur-Mer közelében. Ennek során a  Szárd–Piemonti Királyság területére benyomuló francia és spanyol csapatok sikertelenül támadták a villafrancai magaslatoknál a szárd-angol egységek elsáncolt védelmi állásait. A súlyos veszteségek a védőket Villafranca kikötőjének elhagyására kényszerítette két nappal a csata után (1744. április 22-én).

## Előzmények
1744 kedvezőtlenül kezdődött a spanyolok számára Itáliában. Délen az osztrákok folyamatosan visszaszorították José Carrillo de Albornoz tábornok seregét és már Nápolyt veszélyeztették. A britek az osztrákok oldalán kapcsolódtak be a konfliktusba és a haditengerészetük mindenütt zaklatta Spanyolországot és szövetségeseit. Genovát blokád alá vette egy brit hajóraj és Svájc zárva tartotta hágóit az idegen csapatok előtt. A szövetséges Franciaországon keresztülvonulva Fülöp herceg könnyen elfoglalta Savoyát, de utánpótlás hiányában nem volt képes az Alpokon átkelni és megtámadni a szárdokat.
Február 22-én, a francia–spanyol flotta Toulonnál vereséget mért a britekre. Thomas Mathews tengernagy flottájának visszavonulását követően a franciák és spanyolok ideiglenesen visszaszerezték a tengeri útvonalak feletti ellenőrzést és Fülöp herceg seregéhez így már nagy mennyiségben érkezhetett az ellátmány. 20 000 francia katona csatlakozott Lajos Ferenc herceg vezetésével Fülöp 20 000 spanyol katonájához. Céljuk a Lombardiába való kijutás volt, hogy aztán egyesülhessenek a délen harcoló spanyol hadsereggel.
A szövetséges haderő április 1-én átkelt a Varo folyón és bevonult a magát harc nélkül megadó Nizzába.

## A csata
A Viktor Ferenc susai márki (III. Károly Emánuel király féltestvére) vezetése alatti szárd csapatok a villafrancai magaslatokon sáncolták el magukat. A támadó spanyol–francia egységeknek sziklafalakon és szakadékokon kellett keresztülküzdeniük magukat, miközben a szárd tüzérség lőtávolságán belülre kerültek. Ez a tüzérség a megerődített táborban 11 üteget összesen 80 különféle méretű ágyút számlált és a kikötőben állomásozó brit hajók szállítottak ide. A szárd erők gyalogsága 14 zászlóaljból állt.
Thomas Mathews tengernagy időközben visszatért a körzetbe a flottájával és egy brit tengerészgyalogosokból, reguláris egységekből és tüzérségi szakértőkből álló katonai kontingenst tett partra a szárd védelem megerősítésére. Ez a haderő csatlakozott a szárdokhoz a magaslatokon és az ágyúik tüzet nyitottak a franciákra, akiknek csak nemrég üzentek hadat (a britek a spanyolok ellen már 1739 óta hadban álltak). Voltaire később csípősen megjegyezte, hogy „még az Alpokban is lehetett találni angolokat, akik ellenünk harcoltak”.
Conti hercege, Lajos Ferenc herceg április 14-én indította az első támadást, de ezt meg kellett szakítani a kitörő vihar miatt. Végül a herceg április 19–20-a éjjelén adta ki a parancsot a Villafranca melletti erődített tábor elleni támadásra. A csata elején a spanyolok és a franciák öt szárd zászlóaljat vertek szét, számos foglyot ejtve. Még a főparancsnok, Susa márkija is fogságba esett és Cinzano lovagnak kellett átvennie a helyét. A francia–spanyol erők a Mont Gros, Mont Rouge és Mont Leuze magaslatok állásainak elfoglalására indultak, melyek kulcsfontossággal bírtak Villafranca védelmében, de a védők új vezetője meg tudta állítani a támadást. Különösen a szárd szolgálatban álló svájci Kalbermatten ezred tűnt ki, mely egység a Mont Leuze-t védte. Délután négy órára visszaszerezték az elveszített területeket. Conti herceg az összes rendelkezésére álló erőt kimerítette a támadás során. Cinzano lovagnak lehetősége nyílt rohamot indítani Villafranca körzetének visszafoglalására. Ennek a Nizza felé vezető út ellenőrizhetősége miatt volt nagy szerepe. A főleg gránátos századokkal végrehajtott támadás teljes sikert hozott. Estére a szárdok ismét azokat az állásokat birtokolták, melyekben még reggel voltak.

## Következmények
A védők súlyos veszteségeket szenvedtek, több mint 1000 emberük elesett vagy megsebesült és 1500 fogságba esett. A spanyol–francia erők nem egészen 3000 embert veszítettek, melyek közül 433 fogságba esett. Mivel már csak 5000 harcra fogható embere maradt, Cinzano a brit hajók segítségével elhagyta a csapataival megerődített tábort. Április 21-én a villafrancai rakparton a helyőrséget behajózták 33 szállítóhajó fedélzetére és négy brit hadihajó kíséretében április 22-én elhagyták a kikötőt. Montalbano erődjét elhagyták, de Cinzano hátrahagyott 340 katonát Villafranca citadellájában. Ők április 27-én adták meg magukat. Lajos Ferenc úgy számolt, hogy a ligur partvidék meghódítása még hónapokig tartó harcok árán lehetséges. Ezért inkább júliusban az Alpokon keresztül indított támadást. Ennek eredményeképpen sikerült áttörniük a francia–spanyol erőknek az itáliai fronton és ostrom alá venni Cuneo városát.

## Fordítás
- Ez a szócikk részben vagy egészben  a   Battle of Villafranca (1744) című angol Wikipédia-szócikk ezen változatának fordításán alapul.  Az eredeti cikk szerkesztőit annak laptörténete sorolja fel. Ez a jelzés csupán a megfogalmazás eredetét és a szerzői jogokat jelzi, nem szolgál a cikkben szereplő információk forrásmegjelöléseként.